# Jean-Pierre Dutilleux
Pour les articles homonymes, voir Dutilleux.
Jean-Pierre Dutilleux, né le 13 octobre 1949, est un réalisateur et écrivain belge, originaire de Malmedy.

## Biographie
Après des études secondaires latin-grec au collège Saint-Hadelin de Visé (province de Liège), il entreprend des études de droit à l'Université catholique de Louvain. En 1972, au Chili, il est engagé comme assistant sur le tournage du film de Costa-Gavras, État de siège. Cependant, il se tourne vers la réalisation de documentaires sur des tribus vivant dans des régions reculées du monde dont il s'attache à décrire le quotidien. Depuis plus de quarante ans, il a ainsi dédié sa vie à la protection des peuples premiers, en particulier les indiens d'Amazonie. En 1973, il réalise son premier documentaire, Indians, consacré à la tribu amazonienne des Txucarramae.
Wow, son deuxième film, réalisé en 1975 avec l'aide de la maison d'édition Time-Life et d'un musée d'anthropologie, est consacré aux Asmat de Nouvelle-Guinée. En 1976, il tourne Xingu, the White Man is coming, documentaire consacré à l'œuvre des anthropologues brésiliens Cláudio et Orlando Villas-Bôas dans ce qui est devenu le Parc indigène du Xingu.
En 1977, il consacre un long-métrage au cacique Raoni, un des chefs des Kayapos, qu'il avait rencontré en 1973. Le film, Raoni, est d'abord présenté lors du Festival de Cannes, puis connaît le succès dans sa version en anglais, narrée par Marlon Brando; il figure ainsi dans la liste des nommés pour le meilleur documentaire lors de la Cérémonie des Oscars 1979 et reçoit, la même année, quatre récompenses, dont celle du meilleur film, lors du Festival du cinéma brésilien et latino-américain de Gramado.
En 2015, il publie Sur la trace des peuples perdus, relatant plus de quarante ans d’aventures et d’engagement. Il raconte ses rencontres avec les peuples premiers à travers les déserts de Madagascar et d’Afrique de l’Est, au cœur du Nouveau-Mexique, en passant par la forêt équatoriale du Congo, le long des vallées de Nouvelle-Guinée, jusqu’au plus profond de l’Amazonie.
En 2009 et 2017, le cacique Raoni confie ses mémoires à Jean-Pierre Dutilleux qui à cette occasion écrit Mémoire d’un chef Indien.
En juin 2021, la chaîne de télévision brésilienne Globo annonce la mise en production d'un nouveau film sur le chef Raoni signé Jean-Pierre Dutilleux et Alexandre Bouchet, dans lequel le chef Kayapo retrace sa vie et ses combats en voyageant en barque à travers le Parc Indigène du Xingu.
En décembre 2021, Paris-Match publie une interview de Jean-Pierre Dutilleux et Raoni retraçant leur combat depuis 40 ans tout comme les actions menées pour la défense de la forêt amazonienne et du peuple Kayapo depuis 2019.

## Tournées de sensibilisation internationale et levées de fonds
En 1989, il organise, avec le chanteur Sting, la tournée du cacique Raoni dans les pays occidentaux afin de sensibiliser le monde à la cause des Indiens d'Amazonie et aux dangers de la déforestation. À cette occasion sont fondées plusieurs fondations à travers le monde, dont l'Association pour la Forêt Vierge (AFV - Rainforest Organization), dont il est aujourd'hui Président d'honneur. Cette association vise à soutenir les actions du chef Raoni  et veiller à la sauvegarde de la forêt vierge amazonienne et des tribus indigènes qui y vivent. Lors de cette première tournée au cours de laquelle ils rencontrent notamment François Mitterrand, Jacques Chirac, le prince Charles et même le pape Jean-Paul II, près de dix-sept pays sont parcourus et les fonds récoltés permettent de financer la création en 1993 de la plus grande réserve indigène du Brésil, qui est aujourd'hui reconnue comme l'un des plus précieux réservoirs de biodiversité amazonienne. Depuis lors, il n'a cessé de défendre la cause, non seulement des Indiens d'Amazonie, mais également d'autres peuples premiers. Il a ainsi parcouru le monde entier à la rencontre des dernières tribus isolées, des déserts de Madagascar à la forêt équatoriale du Congo, en passant par les vallées de Nouvelle-Guinée jusqu'au plus profond de l'Amazonie.
En 2000, il accompagne à nouveau le chef Raoni dans une tournée européenne afin de récolter des fonds permettant de protéger la forêt amazonienne et les peuples indigènes. C'est à l'occasion de cette tournée que le chef Raoni présente le projet de création d'un Institut Raoni en partenariat avec les Associations Forêt Vierge de France et de Belgique.
Au cours de la tournée de 2001, Jean-Pierre Dutilleux et le chef Raoni parcourent ainsi la France, la Belgique, les Pays-Bas, la Suède et la Suisse et rencontrent de nombreuses personnalités politiques. À l'occasion de cette tournée, le chef Raoni décrit sa rencontre avec Jean-Pierre Dutilleux dans les termes suivants : « De cette rencontre unique entre deux mondes est née une amitié aujourd'hui indéfectible : près de trente années ont passé et les hommes alignent leurs pas sur la même route, en marche vers les mêmes espoirs ».
En 2004, il cofonde avec Lionel Chouchan le Mondial du film d'aventure de Manaus.
En 2010, il participe à une tournée européenne avec le chef Raoni pour promouvoir leur livre Raoni – Mémoires d'un chef indien. Il est aussi aux côtés du chef Raoni le 27 septembre 2011 lorsque ce dernier est fait citoyen d'honneur de la Ville de Paris par Bertrand Delanoë. Cinq ans après, il publie Sur la trace des peuples perdus chez HugoDoc. Cet ouvrage, qui retrace quarante ans d'aventures et d'engagement en faveur de la défense des peuples premiers sur les 5 continents, est salué par la critique.
En mai 2019, Jean-Pierre Dutilleux et l'Association pour la Forêt Vierge organisent une nouvelle tournée européenne du cacique Raoni, accompagné de plusieurs chefs indigènes xinguanais tels que Tapi Yawalapiti, Bemoro Metuktire et Kaiulu Kamaiura, faisant étape en France, en Belgique, en Suisse, au Luxembourg, à Monaco, en Italie et au Vatican. Lors de ce voyage, ils rencontrent notamment le Pape, et le Président Macron qui assure à ce moment son soutien au cacique Raoni. Selon Jean-Pierre Dutilleux, cette tournée a pour objectif de collecter 1 million d'euros afin de démarquer de nouveaux territoires kayapos, 15 millions d'euros pour créer un Institut Xingu " au cœur de la réserve indigène " et de promouvoir le livre Raoni - Mon dernier voyage,. Le 24 mai 2019, il gravit les marches du festival de Cannes aux côtés du chef Raoni. Le jour même, Le Monde publie un reportage à charge sur le cinéaste, relatant dans le détail sa relation avec le cacique Raoni depuis 1973, décrite comme " une longue histoire ponctuée de trahisons, de rejets et de réconciliations ". Parallèlement, Megaron, le neveu du chef Raoni affirme à propos de Jean-Pierre Dutilleux : « il ne nous a pas présenté le projet de cette campagne. Nous nous inquiétons pour l’image et le nom du chef Raoni ». La députée France Insoumise Mathilde Panot interroge quant à elle le gouvernement « sur les possibilités d’un abus de confiance de ce chef indigène à la renommée internationale et à l’âge avancé ».
En octobre 2019, Jean-Pierre Dutilleux participe au synode pour l'Amazonie,, en tant qu'invité spécial du pape François, le chef Tapi Yawalapiti à ses côtés.

## Controverses
Des controverses jalonnent régulièrement le parcours de Jean-Pierre Dutilleux depuis la sortie de son film documentaire Raoni (1978).
Dès le 22 juillet 1981, le quotidien brésilien Folha de S.Paulo expose que la FUNAI (Fondation nationale de l'Indien, organisme chargé des affaires indiennes au Brésil) est à l'origine de la création d'une loi ayant fait jurisprudence à la suite des problèmes rencontrés autour du film Raoni. L'article, qui explique que Raoni a été le premier film commercial au Brésil avec la participation d'Indiens, prétend qu'il « n'a pas respecté l'accord signé avec la FUNAI de transférer 10 % des bénéfices aux Indiens Txucarramae, de la région du Xingu ». L'article détaille les nouveaux critères mis en place par la FUNAI : « les Indiens qui participeront aux tournages devront recevoir un cachet et être signalés au Syndicat des artistes de Rio de Janeiro et à la FUNAI. » Selon Dutilleux, les allégations de cet article sont contredites par une lettre du 7 mai 1990 de Megaron Txuccaramae, neveu de Raoni, qui indique clairement que les Indiens ont touché des droits d'auteur sur le film Raoni : « Par cette lettre, nous voulons remercier Jean-Pierre Dutilleux pour son appui aux Indiens, au fil des ans. Depuis 1973, quand nous l'avons connu, il a été un grand ami des Indiens. Quand il a fait le film Raoni, en 1976, il a été le premier cinéaste à donner aux Indiens des droits d'auteur que nous avons reçus directement du distributeur Embrafilm après qu'il nous a ouvert notre premier compte bancaire. » Cette lettre, qui a été lue à Raoni et approuvée par lui en présence du conseiller de l'ambassade de Belgique à Brasilia, a été publiée dans l'ouvrage L'Indien blanc.
En janvier 1990, soit quelques mois après avoir parcouru le monde avec le chef Raoni et le chanteur Sting, Jean-Pierre Dutilleux est pointé du doigt par une enquête de l'édition française du magazine Rolling Stone. L'auteur, Mark Zeller, affirme que Dutilleux, proche de la faillite avant sa rencontre avec Sting, s'est enrichi pendant leurs actions caritatives. Selon Dutilleux, les allégation de Mark Zeller sont contredites par une lettre de Megaron Txuccaramae du 7 mai 1990 dans lequel ce dernier indique que Jean-Pierre Dutilleux n'a pas été payé pour ses actions caritatives.
Le 2 avril 1990, est diffusé un épisode du magazine télévisé d'investigation World in Action, « Sting and the Indians » (Sting et les Indiens), dans lequel Jean-Pierre Dutilleux est dénoncé par le chanteur Sting à propos du livre Amazonie, lutte pour la vie (Éditions Jean-Claude Lattès), qu'ils ont publié en commun pendant leur tournée caritative. Sting affirme qu'il a fait pression sans succès sur Dutilleux pour que celui-ci reverse sa généreuse avance à la Rainforest Foundation, créée pour aider les indigènes brésiliens à protéger la forêt amazonienne. World in Action explique que Dutilleux a gardé l'argent et quitté la Rainforest Foundation à la suite de cet épisode. Une note des administrateurs de la Rainforest Foundation du 2 avril 1990, rendue publique par l'Association pour la Forêt Vierge en mars 2017, précise que s'il n'a jamais reçu un centime de la Rainforest Foundation, « Jean-Pierre Dutilleux a reçu une somme forfaitaire pour le rachat de ses photographies pour le livre Jungle Stories [nb : Amazonie, Lutte pour la Vie], en dédommagement des coûts de 16 années de voyage, logement, frais photographiques, reversements à des ayants droit, etc. Il a indiqué son intention que toutes les autres royalties reviennent à la Rainforest Foundation. ». Interviewée par le Monde, l'avocate Franca Scuito, alors directrice de la Rainforest Foundation, raconte cependant comment Sting, « paniqué », la contacte fin 1989 pour lui demander son aide. Elle cite le chanteur : « J'ai fait une tournée avec Jean-Pierre Dutilleux et des amis à lui, on a recueilli de l'argent et ces gens-là dépensent tout ce qu'on a récolté ! ». Elle raconte à propos de Jean-Pierre Dutilleux : « Je l'ai mis à la porte [de la Rainforest Foundation], lui, son directeur et tous ceux qui l'entouraient ». Dans le même article, Sting dit : « les autres membres du conseil ne faisaient pas confiance à M. Dutilleux depuis le début (...) il a été sommairement rejeté par une majorité », précisant qu'il n'a eu aucun contact avec lui depuis lors. Dans cette même enquête, Dutilleux est accusé par le photographe Alexis de Vilar, cofondateur avec lui de l'organisme de charité Tribal Life Fund, d'être à l'origine de la disparition de la recette d'un gala organisé au Chinese Theatre de Hollywood le 28 mars 1979 autour du film Raoni. Dans une lettre non datée, rendue publique par l'Association pour la Forêt vierge en mars 2017, Barry Hugh Williams, coproducteur aujourd'hui décédé du film Raoni, déclare en réponse à la diffusion du reportage de World in Action que « selon mon souvenir de l'événement, Jean-Pierre Dutilleux n'a participé à aucun comptage d'argent reçu ce soir-là » et que « l'argent reçu ce soir-là a juste couvert ou à peine couvert les coûts d'organisation de l'événement (...) Je n'ai pas connaissance de la moindre somme reçue par lui en connexion avec le Tribal Life Fund dans les semaines et mois qui ont suivi ».
Le 21 septembre 1991, le journal belge Le Soir publie un article intitulé « Le directeur de la FUNAI met en cause la campagne Raoni-Dutilleux », alors que Dutilleux vient de lancer une importante collecte de fonds depuis la Belgique dont il affirme qu'elle s'effectue avec le consentement de la FUNAI. Sydney Possuelo, président en exercice de la FUNAI y déclare : « M. Dutilleux n'est pas et n'a jamais été autorisé à collecter des fonds au nom de la FUNAI, de la Coordination des Indiens isolés, ou de moi-même. » Le 7 octobre 1991, le quotidien Folha de S.Paulo reprend l'affaire dans sa une et titre « Un Belge exploite des Indiens d'Amazonie et tente une arnaque de 5 millions de dollars », avançant que « le président de la Funai, Sydney Possuelo, a mis fin à l'arnaque, qui promettait aux donateurs individuels et aux entreprises des diplômes de sauvetage de l'Amazonie ». L'article apprend que Jean-Pierre Dutilleux mentionnait l'ambassade de Belgique comme soutien de sa collecte de fonds et conclut sur ce point : « l’ambassade affirme que son nom a été cité de façon inadéquate ».
En janvier 1996, Jean-Pierre Dutilleux est accusé par dix anthropologues d'avoir simulé un premier contact avec une tribu de Papouasie-Nouvelle-Guinée, les Toulambis, pour un épisode de sa série documentaire Tribal Journeys, diffusé dans la case du magazine Reportages sur TF1. À la suite de ces accusations, une plainte pour diffamation est déposée par Henri Chambon, producteur de Reportages, contre Pierre Lemonnier, l'un des anthropologues qui a remis en cause l'authenticité du reportage réalisé par Jean-Pierre Dutilleux. Le 12 mai 1997, Lemonnier est condamné à un franc de dommages et intérêts et deux publications dans la presse car la justice, bien qu'ayant reconnu le bien-fondé de la démarche du chercheur et le sérieux de son propos, a estimé qu'il avait « manqué de prudence dans les termes employés. ».
Le 9 octobre 2000, la revue brésilienne Época dédie un long article à Jean-Pierre Dutilleux, qu'elle surnomme « le sorcier belge ». Le sous-titre donne le ton : « Qui est Jean-Pierre Dutilleux, cinéaste qui en trois décennies a gagné célébrité et argent en exploitant l’image de Raoni et d’autres Indiens du Brésil. » Il est, par exemple, affirmé que Dutilleux vend illégalement des photos d'indigènes sur Internet. Moins de trois semaines plus tard, le quotidien Gazeta do povo affirme que Jean-Pierre Dutilleux est interdit par la FUNAI d’entrer dans une réserve et précise qu'une enquête est ouverte à son encontre « pour vente de photos sans reversement de droits d’auteur ». La procédure judiciaire mentionnée émane également d'une demande d'investigation du cacique Raoni sur « la collecte de fonds effectuée par M. Jean-Pierre Dutilleux à l’extérieur du Brésil par l’intermédiaire d’abus d’utilisation du nom et de l’image du cacique Raoni », notamment auprès du gouvernement français.
En 2012, il est affirmé dans le film documentaire brésilien Belo Monte, Anúncio de uma Guerra, réalisé par André d'Elia, que l'Association Forêt Vierge de Jean-Pierre Dutilleux a retenu « en otage » le chef Raoni et ses deux accompagnants indigènes, alors que ceux-ci étaient venus militer en Europe en septembre 2011 contre le barrage de Belo Monte, à la construction duquel des entreprises françaises sont associées. Dans une séquence, le chef Raoni confirme que Jean-Pierre Dutilleux « ne permettait à personne de s'approcher près de moi » et montre une pétition contre Belo Monte dont Dutilleux et son équipe, affirme-t-il, auraient tenté d'empêcher la remise. Il est également affirmé que la même équipe aurait tenté d'échanger le silence du chef Raoni sur les méfaits du projet Belo Monte contre une promesse que soient tracées les frontières d'un territoire de son peuple.
Le 16 septembre 2015, l'émission de radio 'La curiosité est un vilain défaut' (RTL) diffuse à l'antenne un droit de réponse souhaité par le chef Raoni, à la suite de l'émission du 24 juin 2015, dans laquelle Jean-Pierre Dutilleux présentait son livre Sur la trace des peuples perdus. Le droit de réponse précise que « l’anecdote relatée par Jean-Pierre Dutilleux, relative à la détention et au transport de caisses d’armes est fausse et susceptible de jeter le discrédit sur l’action du cacique Raoni ».
Le 12 août 2016, les chefs kayapo Raoni Metuktire et Megaron Txucarramae annoncent par l'intermédiaire d'un communiqué publié sur le site officiel et la page facebook de l'Instituto Raoni qu'ils coupent définitivement toute relation avec Jean-Pierre Dutilleux, après déjà plusieurs ruptures : « Nous reconnaissons ce que Jean-Pierre Dutilleux a parfois pu apporter au niveau de la divulgation de notre combat. Pour autant, nous n’avons jamais apprécié son manque de respect, son opportunisme et la façon dont il exploitait notre image et le nom du Cacique Raoni, jusqu’à porter atteinte à sa réputation et à mettre en jeu sa crédibilité. » Jean-Pierre Dutilleux répond à ces accusations via une vidéo publiée sur Youtube et sur le site de l'Association pour la Forêt Vierge.
Le 7 août 2018, l'association Planète Amazone accuse Jean-Pierre Dutilleux dans un communiqué d'avoir délibérément agi, « au Brésil et en France », pour détruire la confiance de ses partenaires, affirmant qu'il n'a « pas hésité à utiliser le nom d’un chef d’État en exercice afin de tenter d’obtenir des déclarations de dénonciation de leaders indigènes à l’encontre de Planète Amazone, en affirmant que c’était ce chef d’État lui-même qui l’exigeait en contrepartie d’un soutien ». Des correspondances mises en ligne désignent le Prince Albert II de Monaco comme le chef d'État mentionné.
En 2019, Jean-Pierre Dutilleux est la plume de Raoni pour le livre Mon dernier voyage. À cette époque, Le Parisien écrit dans ses colonnes à propos de Dutilleux, « son ami et complice de toujours », alors que Planète Amazone titre « Un scandale couve sous la rencontre prochaine de Raoni avec Macron, “président des pollueurs” » rappelant les nombreux méfaits attribués à Jean-Pierre Dutilleux, et, par exemple, le souhait de Sting de ne plus rien avoir à faire avec lui.
Au mois de mai 2019, Jean-Pierre Dutilleux organise avec son association Forêt Vierge une tournée européenne du cacique Raoni. Très médiatisée, celle-ci donne lieu à des polémiques concernant les levées de fonds et l'un des objectifs financiers annoncés par Jean-Pierre Dutilleux. Le Monde questionne le cacique Raoni sur l'acceptation de cette nouvelle tournée avec Dutilleux, qu'il a dénoncé publiquement au cours des dernières années ; il déclare : « Il m’a assuré que les revenus reviendront à mon peuple intégralement, le moindre sou que nous parviendrons à récolter lors de cette campagne. Jean-Pierre n’aura pas l’autorisation d’y toucher. ». Le site internet d'investigation reporter.lu mentionnant Le Monde indique que durant l'étape luxembourgeoise de la tournée « ni les ministres ni leurs fonctionnaires n'ont prêté attention à ces signaux d'alarme évidents ». Il revient sur l'annonce publique du gouvernement du Luxembourg de verser une contribution de 100.000 € à l'Association Forêt Vierge, présentée par reporter.lu comme « une association française qui utilise le Chef Raoni comme figure symbolique pour obtenir des dons ».
Interviewé par Le Monde, Jean-Pierre Dutilleux explique que l'un des objectifs de la tournée est de récolter 15 millions d'euros pour la création de l'institut Xingu, mais le petit-fils, Patxon Metuktire, et le neveu de Raoni, Megaron Txucarramãe déclarent avoir découvert le projet sur internet « quelques jours avant le départ du cacique ». Dans un communiqué diffusé pendant la tournée, le chef Megaron ajoute « Je suis très préoccupé par le voyage de mon oncle Raoni. Ce voyage organisé par Jean-Pierre [Dutilleux] est seulement pour lui-même, il ne nous a pas présenté le projet de cette campagne. ». Interrogé sur la possibilité d'un abus de confiance du cacique Raoni par la députée France Insoumise Mathilde Panot, le gouvernement français répond ne pas avoir passé d'accord avec l'association Forêt Vierge concernant le projet d'Institut Xingu,. Toutefois, le chef Tapi Yawalapiti, qui a voyagé auprès du cacique Raoni en Europe en mai 2019, confirme à Jean-Pierre Dutilleux sa confiance par une lettre de remerciements, rendue publique en juin 2019. L'association Forêt Vierge déclare sur son site avoir récolté 1,5 million d'euros grâce à sa tournée européenne avec le cacique Raoni, « pour atteindre ses objectifs en Amazonie » et prévoit pour la période de 2020 à 2022 de poursuivre aux États-Unis le financement de l'Institut Xingu.

## Œuvres

### Ouvrages
- Amazonie, lutte pour la vie, JC Lattès, 1989 (avec Sting).
- Raoni, le tour du monde d'un Indien en 60 jours, texte de Patrick Mahé, Éditions no 1, 1990.
- L'Indien blanc : vingt ans de sortilège amazonien, Éditions Robert Laffont, collection « L'aventure continue », 1994.
- (fr + en) Raoni et le monde premier, Au même titre Éditions, 2000.
- Raoni — mémoires d'un chef indien, avec le chef kayapo Raoni Metuktire, préface de Jacques Chirac, Éditions du Rocher, 2010.
- Tribus — Les peuples premiers, Vilo, 2013.
- Sur la trace des peuples perdus, Hugo document, 2015.
- Raoni - Mon dernier voyage, éd. Arthaud, 2019

### Filmographie
- Raoni, 1978.
- Amazon Forever - the age of innocence, 2004. Film franco-brésilien.
- Tribal Journeys: A Window to Another World and Another Time, 13 épisodes de 30 minutes. Résumé de voyages parmi des tribus d'Amazonie, d'Indonésie et d'Afrique.
  - 1 The Awa-Guaja, Brésil
  - 2 The Zoe, Brésil
  - 3 The Agta, Philippines
  - 4 et 5 The Toulambis, Papouasie-Nouvelle-Guinée
  - 6 The Togutil, Indonésie, Almaheira
  - 7 The Musuane, Indonésie, Ceram
  - 8 The Mikea, Madagascar
  - 9 The Mursi, Éthiopie
  - 10 The Kayapo, Brésil
  - 11 The Korowai, Nouvelle-Guinée
  - 12 The Una, Nouvelle-Guinée
  - 13 Return to Asmat, Nouvelle-Guinée

Filmographie sur le site du réalisateur.